# Dunstan Fitzgerald Robinson
Dunstan Fitzgerald Robinson (* 23. Dezember 1919 in Annotto Bay; † 20. Oktober 1998) war ein jamaikanischer Offizier.

## Leben
Dunstan Fitzgerald Robinson wurde geboren als Sohn von Herbert Ulysses Robinson und Mildred Anastasia Magnus-Robinson und hatte zwei Brüder; Julian diente in der Royal Air Force (RAF) und sein Bruder Trevor Alaric Robinson war ein höherer Funktionär der People’s National Party. Er selbst besuchte die Wolmer’s Schools in Kingston, studierte Pharmazie am Dispensaire des Kingston Public Hospitals (KPH) und besuchte das Royal College of Defence Studies.
Obwohl sich viele seiner Mitschüler der Royal Air Force (RAF) anschlossen, bestand sein Vater auf Fortsetzung des Studiums. Danach kam er im öffentlichen Dienst unter. 1943 schloss er sich dennoch der Jamaica Home Guard an. Nach dem Abschuss des britischen Piloten Noel Smythe bewarb er sich erfolglos bei der RAF und danach als Apotheker bei der British Army. Erst bei einem erneuten Versuch wurde er in der Lehroffiziersabteilung (Training Officer’s Wing) eingestellt, aber nach drei Wochen von der Regierung zurückberufen.
Erst am 26. Juni 1946 wurde er regulär im Dienstgrad Second Lieutenant in das West India Regiment (WIR) einberufen. Als Angehöriger des WIR wurde er am 26. Dezember 1946 zum Lieutenant befördert, am 1. April 1949 auf einen Dienstposten als Captain versetzt und am 26. Juni 1952 entsprechend befördert. Ab dem 9. April 1956 saß er auf einem Major-Dienstposten mit entsprechender Beförderung zum 28. Juni 1959.
1963 wurde er im Dienstgrad Lieutenant Colonel Kommandeur des 1. Bataillons/Jamaica Regiment. 1973 war er für sechs Monate, die bislang kürzeste Amtszeit, im Dienstgrad Brigadier der militärische Oberbefehlshaber der Jamaica Defence Force (JDF). Im März 1974 erfolgte die Zurruhesetzung als Soldat.
Von 1975 bis 1993 war er unter anderem als Berater der William Barclay Peat & Co. and Marwick Mitchell & Co. tätig., danach ab 1994 als Personalreferent. Ferner war er Direktor der Jamaica Automobile Association, Vize-Präsident der Island Council Jamaica Legion (B.C.E.L.), ehrenhalber Vizepräsident der Scout Association, lebenslanges Mitglied der Jamaica Rugby Association, Mitglied des Beirates der Jamaica National Reserve, der Jamaica Paraplegic Association, der Jamaica Cancer Society, des Jamaica Defence Force Welfare Councils und des Patron Jamaica Motoring Clubs.
Robinson verstarb nach kurzer Krankheit. Er war seit dem 25. April 1943 verheiratet mit Daisy Marion, geborene Spence. Aus der Ehe gingen vier Söhne und die Tochter Carolyn Francis hervor, unter den Söhnen Anthony „Tony“ Richard Fitzgerald Robinson (später Manager und Leiter mehrerer Firmen), Ian Martin Robinson und Derek Patrick Robinson dienten ebenfalls in der JDF. Letzterer war von 2002 bis 2008, wie sein Vater auch Kommandeur des 1. Bataillons/Jamaica Regiment und danach SO1 J2/J3 (Intelligence and Operations) im Hauptquartier der JDF, Up Park Camp.

## Auszeichnungen (Auswahl)
- Member des Order of the British Empire (MBE)
- 1967: Officer des Order of the British Empire (OBE)
- Efficiency Decoration (ED)
- 1979/1980: „Boss of the Year“ Jamaica Association of Secretaries and Administrative Professionals (JASAP) (zuvor Jamaica Professionals Secretaries Association – JPSA)[10]
- 1993: Commander des Order of Distinction[8]